# Perophthalma tullius
Perophthalma tullius är en fjärilsart som beskrevs av Fabricius 1787. Perophthalma tullius ingår i släktet Perophthalma och familjen Riodinidae. Inga underarter finns listade i Catalogue of Life.

## Bildgalleri

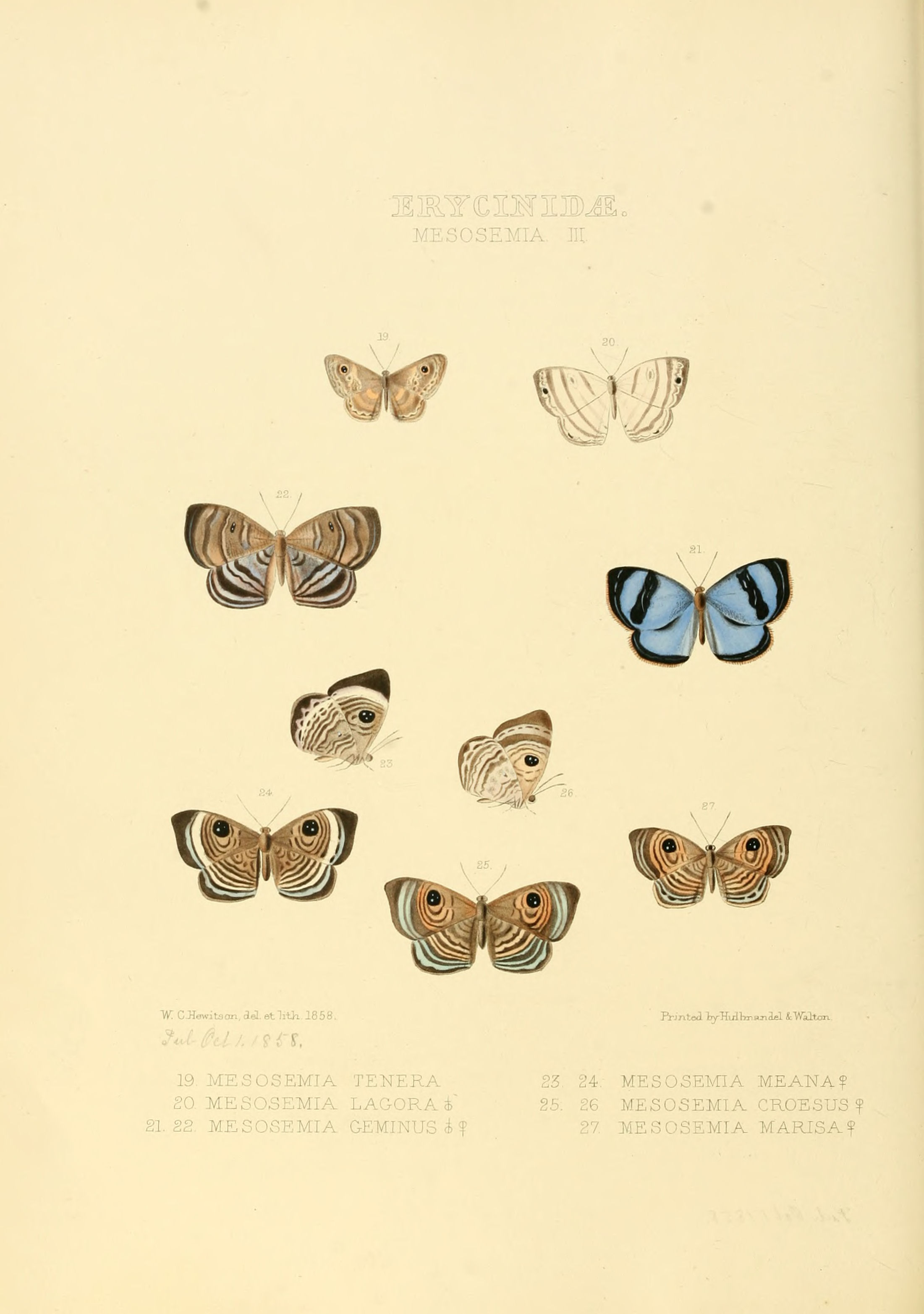
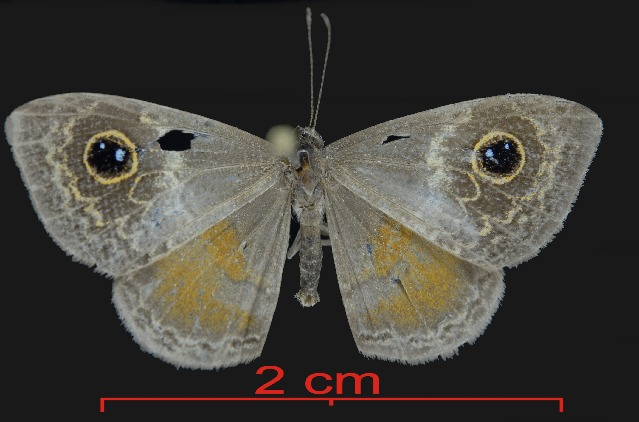